# Генріх Латвійський
Ге́нріх Латві́йський (лат. Henricus de Lettis; нім. Heinrich von Lettland; 1187 — 1259) — німецький католицький священник, місіонер, історик. Автор «Хроніки Лівонії».
Народився біля Магдебурга. Виховувався в монастирі августинців Зегеберг на горі Сеге в Голштейні. 1205 року юнаком потрапив до Риги та згодом розпочав місіонерську діяльність у Лівонії. 1208 року прийняв сан священника від єпископа Альберта фон Буксгеведена. Отримав парафію в Папендорфі (нім. Ymera, латис. Rubene), за 12 км на північ від Вендена, який згодом було надано йому у ленне володіння.
У 1225–1227 роках склав «Хроніку Лівонії», де докладно описав Лівонський хрестовий похід та історію християнізації куршів, лівів, латгалів, естів і селів. Також — Ге́нріх з Ле́ттії, Ге́нріх Латиш.